# Ohře
Ohře este o arie protejată (arie specială de conservare — SAC, sit de importanță comunitară — SCI) din Republica Cehă întinsă pe o suprafață de 506,91 ha, integral pe uscat.

## Localizare
Centrul sitului Ohře este situat la coordonatele 50°27′02″N 14°09′45″E / 50.450556°N 14.1625°E.

## Înființare
Situl Ohře a fost declarat sit de importanță comunitară în aprilie 2005 pentru a proteja 3 specii de animale. Situl a fost protejat și ca arie specială de conservare în mai 2016.

## Biodiversitate
Situată în ecoregiunea continentală, aria protejată conține 2 habitate naturale: Liziere de ierburi înalte hidrofile de câmpie și de nivel montan până la alpin, Cursuri de apă de la nivel de câmpie la nivel montan, cu vegetație Ranunculion fluitantis și Callitricho-Batrachion.
La baza desemnării sitului se află mai multe specii protejate:
- nevertebrate (1): Unio crassus
- pești (2): avat (Aspius aspius), somonul (Salmo salar)